# Swiss Indoors 1987
Lo Swiss Indoors 1987, noto anche come Davidoff Swiss Indoors per motivi di sponsorizzazione, è stato un torneo di tennis giocato sul cemento indoor. È stata la 18ª edizione del torneo e faceva parte del Nabisco Grand Prix 1987. Si è giocato a Basilea in Svizzera dal 5 all'11 ottobre 1987.

## Campioni

### Singolare maschile
Yannick Noah ha battuto in finale  Ronald Agénor con il punteggio di 7–6, 6–4, 6–4

### Doppio maschile
Anders Järryd /  Tomáš Šmíd hanno battuto in finale  Stanislav Birner /  Jaroslav Navrátil con il punteggio di 6–4, 6–3